# نيمبين
النيمبين هو ثلاثي تيربنويد من النيم. يُعتقد أن النيمبين هو ما يُكسب زيت النيم خصائصه البيولوجية كما يُعتقد أن له خصائص مضادة للالتهاب، والحمى، والفطريات، والهستامين، كما له خصائص مُعقمة.